# Thornlie
Thornlie är en del av en befolkad plats i Australien. Den ligger i kommunen Gosnells och delstaten Western Australia, omkring 15 kilometer sydost om delstatshuvudstaden Perth. Antalet invånare är 22 265.
Runt Thornlie är det ganska tätbefolkat, med 100 invånare per kvadratkilometer.. Närmaste större samhälle är Perth, omkring 15 kilometer nordväst om Thornlie. 
Runt Thornlie är det i huvudsak tätbebyggt. Genomsnittlig årsnederbörd är 951 millimeter. Den regnigaste månaden är september, med i genomsnitt 168 mm nederbörd, och den torraste är februari, med 12 mm nederbörd.